# Thomas Pelham-Clinton, III duca di Newcastle
Thomas Pelham-Clinton, III duca di Newcastle (1º luglio 1752 – 17 maggio 1795), è stato un politico e ufficiale inglese.

## Biografia
Era il figlio terzogenito di Henry Pelham-Clinton, II duca di Newcastle, e di sua moglie, Lady Catherine Pelham. Studiò a Eton.

### Carriera militare
Dopo gli studi ha intrapreso la carriera militare. Si guadagno il grado di capitano del 1º reggimento di fanteria. Combatté nella Guerra d'indipendenza americana, come aiutante di campo del generale Sir Henry Clinton, e fu poi aiutante di campo del re. Ha raggiunto il grado di maggior generale nel 1787.

### Carriera politica
Ha ricoperto la carica di membro del Parlamento per Westminster (1774-1780), per East Retford (1781-1794) ed è stato Lord luogotenente del Nottinghamshire (1794-1795).

### Matrimonio
Sposò, il 2 maggio 1782, Lady Anne Mary Stanhope, figlia di William Stanhope, II conte di Harrington, e di Lady Caroline Fitzroy. Ebbero quattro figli:
- Lady Anna Maria Pelham-Clinton (?-31 maggio 1807), sposò Stapleton Stapleton-Cotton, I visconte di Combermere Bhurtpore, ebbero un figlio;
- Lady Charlotte Pelham-Clinton (?-23 maggio 1811);
- Henry Pelham-Clinton, IV duca di Newcastle (30 gennaio 1785-12 gennaio 1851);
- Lord Thomas Pelham-Clinton (1786-8 ottobre 1804).

### Morte
Morì nel maggio 1795, a 42 anni, dagli effetti di un emetico, che aveva preso per la pertosse. La duchessa di Newcastle upon Tyne in seguito sposò il generale Sir Charles Gregan Craufurd, e morì nel 1834.

## Ascendenza
|                                                 |                                           |                                           | Genitori                                      |  |  | Nonni |  |  | Bisnonni                                |  |  | Trisnonni           |  |
|                                                 |                                           |                                           |                                               |  |  |       |  |  | 8. Francis Clinton, VI conte di Lincoln |  |  | 16. Francis Clinton |  |
|                                                 |                                           |                                           |                                               |  |  |       |  |  | 8. Francis Clinton, VI conte di Lincoln |  |  | 16. Francis Clinton |  |
|                                                 |                                           | 17. Priscilla Hill                        |                                               |  |  |       |  |  | 8. Francis Clinton, VI conte di Lincoln |  |  |                     |  |
| 4. Henry Clinton, VII conte di Lincoln          |                                           |                                           |                                               |  |  |       |  |  | 8. Francis Clinton, VI conte di Lincoln |  |  |                     |  |
|                                                 |                                           | 9. Susan Penniston                        | 18. Anthony Penniston                         |  |  |       |  |  |                                         |  |  |                     |  |
|                                                 |                                           | 9. Susan Penniston                        | 18. Anthony Penniston                         |  |  |       |  |  |                                         |  |  |                     |  |
|                                                 |                                           | 9. Susan Penniston                        | 19. Susan Dunne                               |  |  |       |  |  |                                         |  |  |                     |  |
| 2. Henry Pelham-Clinton, II duca di Newcastle   |                                           | 9. Susan Penniston                        |                                               |  |  |       |  |  |                                         |  |  |                     |  |
|                                                 |                                           | 10. Thomas Pelham, I barone Pelham        | 20. sir John Pelham, III baronetto            |  |  |       |  |  |                                         |  |  |                     |  |
|                                                 |                                           | 10. Thomas Pelham, I barone Pelham        | 20. sir John Pelham, III baronetto            |  |  |       |  |  |                                         |  |  |                     |  |
|                                                 |                                           | 10. Thomas Pelham, I barone Pelham        | 21. lady Lucy Sidney                          |  |  |       |  |  |                                         |  |  |                     |  |
| 5. Lucy Pelham                                  |                                           | 10. Thomas Pelham, I barone Pelham        |                                               |  |  |       |  |  |                                         |  |  |                     |  |
|                                                 |                                           | 11. lady Grace Holles                     | 22. Gilbert Holles, III conte di Clare        |  |  |       |  |  |                                         |  |  |                     |  |
|                                                 |                                           | 11. lady Grace Holles                     | 22. Gilbert Holles, III conte di Clare        |  |  |       |  |  |                                         |  |  |                     |  |
|                                                 |                                           | 11. lady Grace Holles                     | 23. Grace Pierrepont                          |  |  |       |  |  |                                         |  |  |                     |  |
| 1. Thomas Pelham-Clinton, III duca di Newcastle |                                           | 11. lady Grace Holles                     |                                               |  |  |       |  |  |                                         |  |  |                     |  |
|                                                 | 12. Thomas Pelham, I barone Pelham (= 10) | 24. sir John Pelham, III baronetto (= 20) |                                               |  |  |       |  |  |                                         |  |  |                     |  |
|                                                 | 12. Thomas Pelham, I barone Pelham (= 10) | 24. sir John Pelham, III baronetto (= 20) |                                               |  |  |       |  |  |                                         |  |  |                     |  |
|                                                 | 12. Thomas Pelham, I barone Pelham (= 10) | 25. lady Lucy Sidney (= 21)               |                                               |  |  |       |  |  |                                         |  |  |                     |  |
| 6. hon. Henry Pelham                            | 12. Thomas Pelham, I barone Pelham (= 10) |                                           |                                               |  |  |       |  |  |                                         |  |  |                     |  |
|                                                 |                                           | 13. lady Grace Holles (= 11)              | 26. Gilbert Holles, III conte di Clare (= 22) |  |  |       |  |  |                                         |  |  |                     |  |
|                                                 |                                           | 13. lady Grace Holles (= 11)              | 26. Gilbert Holles, III conte di Clare (= 22) |  |  |       |  |  |                                         |  |  |                     |  |
|                                                 |                                           | 13. lady Grace Holles (= 11)              | 27. Grace Pierrepont (= 23)                   |  |  |       |  |  |                                         |  |  |                     |  |
| 3. Catherine Pelham                             |                                           | 13. lady Grace Holles (= 11)              |                                               |  |  |       |  |  |                                         |  |  |                     |  |
|                                                 |                                           | 14. John Manners, II duca di Rutland      | 28. John Manners, I duca di Rutland           |  |  |       |  |  |                                         |  |  |                     |  |
|                                                 |                                           | 14. John Manners, II duca di Rutland      | 28. John Manners, I duca di Rutland           |  |  |       |  |  |                                         |  |  |                     |  |
|                                                 |                                           | 14. John Manners, II duca di Rutland      | 29. hon. Catherine Noel                       |  |  |       |  |  |                                         |  |  |                     |  |
| 7. lady Catherine Manners                       |                                           | 14. John Manners, II duca di Rutland      |                                               |  |  |       |  |  |                                         |  |  |                     |  |
|                                                 |                                           | 15. Catherine Russell                     | 30. William Russell, Lord Russell             |  |  |       |  |  |                                         |  |  |                     |  |
|                                                 |                                           | 15. Catherine Russell                     | 30. William Russell, Lord Russell             |  |  |       |  |  |                                         |  |  |                     |  |
|                                                 |                                           | 15. Catherine Russell                     | 31. lady Rachel Wriothesley                   |  |  |       |  |  |                                         |  |  |                     |  |
|                                                 |                                           | 15. Catherine Russell                     |                                               |  |  |       |  |  |                                         |  |  |                     |  |